# 중화산동
중화산동(中華山洞)은 전북특별자치도 전주시 완산구의 법정동과 행정동의 통칭으로, 2개의 행정동(중화산1동·2동)이 설치되어 있다.

## 개요
중화산동은 화산구획정리 사업이 완료된 신개발지역으로 코오롱하늘채, 현대에코르, 우성중산타운 등 대단지 아파트의 입주와 이에 따른 상권의 형성으로 2000년대에 크게 성장한 지역이다.
효자동, 서신동과 함께 전주 서부권의 신시가지를 이루고 있으며 전북특별자치도청, 전북특별자치도경찰청 등이 인근에 있다. 특히, 전북 초등·유아교육의 중심지로 전북의 강남학군으로 불리고 있다. 백제대로변에 화산체육관과 빙상경기장이 위치하고 있어 다양한 스포츠 활동을 즐길 수 있고 각종 전시회 및 게임 박람회 등이 개최되는 지역이다.

## 연혁
- 1914년 4월 1일 : 전주군 이동면 중산리(中山里), 화산리(華山里)

| 조선총독부령 제111호                                          |               |
| 구 행정구역                                                   | 신 행정구역   |
| 이동면 산동리, 신산리, 중산리                                 | 이동면 중산리 |
| 부림면 오두리                                                 | 이동면 중산리 |
| 부서면 오계리(五契里), 구화산리(舊華山里), 신화산리(新華山里) | 이동면 화산리 |
| 부남면 은송리(隱松里)                                         | 이동면 화산리 |
| 우림면 안행리(雁行里), 쌍룡리(雙龍里)                         | 이동면 화산리 |
- 1930년 7월 1일 : 이동면 화산리가 전주면에 편입[1]
- 1940년 11월 1일 : 이동면 중산리가 전주부에 편입[2]
- 1946년 7월 10일 : 전주부 중산동, 북화산동, 남화산동
- 1949년 8월 15일 : 전주시[3] 중산동, 북화산동, 남화산동
- 1957년 12월 12일 : 중산동과 북화산동을 중화산동으로 합치고, 북화산동을 '중화산동1가'로, 중산동을 '중화산동2가'로 함. 남화산동(→1989년 서완산동2가)은 서완산동으로 이관.[4]
- 1989년 5월 1일 : 전주시 완산구[5] 중화산동
- 1996년 9월 1일 : 중화산동이 중화산1동, 중화산2동으로 분동[6]

## 법정동
- 중화산동1가
- 중화산동2가

## 아파트
| 단지명              | 건설사                                                     | 시행사           | 주소                 | 주소        | 입주        | 비고 |
| ------------------- | ---------------------------------------------------------- | ---------------- | -------------------- | ----------- | ----------- | ---- |
| 중화산 현대 A단지   | 현대건설                                                   | 현대건설         | 완산구 안행로 175    | 중화산동1가 | 1999년 4월  |      |
| 중화산 현대 B단지   | 현대건설                                                   | 현대건설         | 완산구 안행로 176    | 중화산동1가 | 1998년 2월  |      |
| 중화산동 신일       | ㈜신일                                                     | ㈜신일           | 완산구 서원로 386    | 중화산동1가 | 1995년 11월 |      |
| 중화산동 광진산업   | (유)광진산업개발                                           | (유)광진산업개발 | 완산구 선너머로 16   | 중화산동2가 | 1998년 7월  |      |
| 중화산동 광진햇빛찬 | 광진건설㈜                                                 | ㈜광진주택       | 완산구 강변로 306    | 중화산동2가 | 2005년 8월  |      |
| 코오롱하늘채        | 코오롱건설                                                 | 코오롱건설       | 완산구 화산천변로 55 | 중화산동2가 | 2003년 7월  |      |
| 중화산 현대에코르   | 현대건설 ㈜드림건설 (유)세진건설 (유)플러스건설 ㈜삼화건설 | 전북개발공사     | 완산구 화산천변로 50 | 중화산동2가 | 2003년 10월 |      |
| 우성 근영타운       | (유)우성종합건설                                           | (유)우성종합건설 | 완산구 영경1길 25    | 중화산동2가 | 1995년 12월 |      |
| 우성 중산타운       | (유)우성종합건설                                           | (유)우성종합건설 | 완산구 신촌3길 1     | 중화산동2가 | 2003년 5월  |      |

## 주요 시설

### 방송국
- MBC 전주문화방송

### 교육
- 초등학교
- 전주화산초등학교
- 전주한들초등학교
- 전주중산초등학교
- 중학교
- 전주신흥중학교
- 전주근영중학교
- 고등학교
- 전주근영여자고등학교
- 전주신흥고등학교
- 전주상업정보고등학교
- 대학교
- 예수대학교
- 전주기전대학